# 奎蒂維島

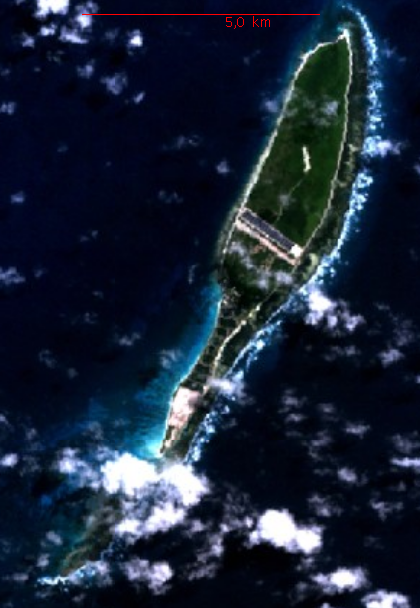

奎蒂維島是東非國家塞舌爾的珊瑚島，位於馬埃島以南290公里的印度洋，長9.7公里、寬1.6公里，面積9.31平方公里，最高點海拔高度21米，島上有機場設施，居民人口252。

## 外部連結
- Shrimp Operations on Coetivy
- How to get to Coetivy（页面存档备份，存于）